# 5811 Кек
5811 Кек (5811 Keck) — астероїд головного поясу, відкритий 19 травня 1988 року.
Тіссеранів параметр щодо Юпітера — 3,327.